# 레지던트 이블 2 (영화)
《레지던트 이블 2》(영어: Resident Evil: Apocalypse)는 2004년에 개봉한 액션 공포 영화이다. 알렉산더 윗의 영화 연출 데뷔작이다. 레지던트 이블 영화 시리즈 두 번째 작품이자 《레지던트 이블》(2002)의 속편이다. 전편 감독 폴 W. S. 앤더슨이 대본을 쓰고 제작에 참여하였으며, 밀라 요보비치가 전편과 마찬가지로 주인공을 맡았다.
후속편 《레지던트 이블 3: 인류의 멸망》(2007)으로 이어진다.

## 줄거리
전편에서 사태 파악을 위해 파견된 엄브렐라 코퍼레이션 조사팀을 공격했던 좀비는 라쿤 시티 전체로 번졌다. 엄브렐라는 도시를 폐쇄하고 유전학 연구소 지하 시설인 더 하이브에서 직원들을 빼낸다. 한편 연구원 찰스 애시퍼드의 딸 앤절라는 호위 차량이 교통 사고에 휘말린 이후 실종된다.
전편에서 환경 운동가 맷 애디슨과 함께 엄브렐라의 불법 실험 실태를 폭로하려 했던 전 보안 요원 앨리스는 버려진 병원에서 깨어난다. 앨리스는 T-바이러스가 세포 단계에서 융합하면서 염력을 보유한 슈퍼휴먼이 되었다.
라쿤 시티 경찰서 스타스 부대 질 밸런타인 형사는 동료들과 함께 외부로 통하는 유일한 다리를 통해 시민들을 대피시킨다. 그러나 엄브렐라 부대를 이끄는 티머시 케인 소령은 좀비떼가 다리까지 도달하자 다리를 봉쇄해 버린다.
딸 앤절라가 앓는 유전병의 치료제로서 T-바이러스를 개발했던 장본인인 애시퍼드 박사는 CCTV를 해킹해 앨리스 등 생존자들에게 연락하여 앤절라를 찾아내면 도시에서 탈출시켜 주겠다고 제안한다.
앤절라를 확보한 앨리스 무리는 헬리콥터 탑승 지점으로 이동하던 중 케인 소령에게 붙잡힌다. 애시퍼드를 총살한 케인 소령은 네머시스 프로그램을 발동해 앨리스가 슈퍼솔저 네머시스와 싸우게 강제한다. 도중 앨리스는 네머시스가 실험으로 돌연변이가 된 맷 애디슨이라는 걸 깨닫고 싸움을 그만둔다. 네머시스는 엄브렐라 부대에게 덤빈 뒤 앨리스를 보호하다가 죽는다.
케인 소령은 좀비화된 애시퍼드 박사 등 좀비 무리에게 물어뜯긴다. 나머지 생존자들은 헬리콥터에 탑승하지만 엄브렐라가 좀비 박멸 및 자신들의 개입 은폐를 위해 핵탄두를 떨어뜨리면서 충격 여파로 얼마 가지 못해 추락한다. 엄브렐라는 이를 원자력 발전소 노심 용융 사고인 척 덮는다.
앨리스는 엄브렐라 연구소에서 깨어난다. 엄브렐라 최고위 알렉산더 아이작스 박사에게서 도망친 앨리스는 엄브렐라 부대원이었던 용병 올리베라, 형사 밸런타인, 민간인 L.J., 그리고 앤절라와 재회한다.
그러나 이 탈출마저도 실은 엄브렐라의 계획에 포함돼 있었고, 아이작스 박사가 “프로그램 앨리스 개시”라고 말하자마자 앨리스의 눈동자가 변하면서 영화가 끝난다.

## 출연진
- 밀라 요보비치 - 앨리스 역
- 시에나 길러리 - 질 밸런타인 역
- 오데드 페르 - 칼로스 올리베라 역
- 토마스 크레치만 - 티머시 케인 소령 역
- 소피 바버서 - 앤절라 “앤지” 애시퍼드 역
- 재러드 해리스 - 찰스 애시퍼드 박사 역
- 마이크 엡스 - 로이드 제퍼슨 “L.J.” 웨이드 역
- 샌드린 홀트 - 테리 모랄레스 역: 뉴스 기자.
- 매슈 G. 테일러 - 네머시스 역: 슈퍼솔저.
- 잭 워드 - 니컬라이 지노배프 역
- 러자크 어도티 - 페이턴 웰스 경사 역: 질의 전 파트너.
- 이언 글렌 - 알렉산더 아이작스 박사 역

## 제작

### 섭외
L.J.는 처음부터 스누프 도그를 염두에 두고 만든 역이지만 스누프 도그가 프로덕션에서 나오면서 마이크 엡스가 대신 차지하였다. 해당 역은 엡스 본인의 성격을 반영해 수정되었다.

## 기타 제작진
- 협력 제작: 대니얼 S. 클레츠키
- 음악 감독: 리즈 갤러커

## 시청 등급
- 대한민국: 청소년 관람불가

## 우리말 녹음
| SBS 성우진 (2008년 12월 21일) - 정미숙 - 앨리스(밀라 요보비치) - 오길경 - 질 밸런타인(시에나 길러리) - 최원형 - 칼로스 올리베라(오데드 페르) - 권혁수 - 찰스 애시퍼드 박사(재러드 해리스) - 안종덕 - 티머시 케인(토마스 크레치만) - 김소형 - 엘제이(마이크 엡스) - 정현경 - 테리 모랄레스(샌드린 홀트) - 김정아 - 앤절라 애시퍼드(소피 바버서) - 방성준 - 페이턴 웰스(러자크 어도티) - 박웅선 - 알렉산더 아이작스 박사(이언 글렌) - 이지환 - 니컬라이 지노배프(잭 워드) | SBS 제작진 - 컴퓨터 그래픽 - 이승호 - C.G - 김민경 - 녹음 - 오승훈 - 편집 감독 - 옥도일 - CM 운행·편집 - 백광제 - 번역 - 최은영 - 연출 - 배숙현 |  |

## 같이 보기
- 비디오 게임을 원작으로 한 영화 목록